# روزی ریس
 روزی ریس (انگلیسی: Rosie Reyes؛ ۲۳ مارس ۱۹۳۹ – ۴ ژانویهٔ ۲۰۲۴) یک تنیس‌باز اهل مکزیک بود.